# 华南二叉韧革菌
华南二叉韧革菌（学名：Dichostereum austrosinense），一种分布于中国南方地区的菌类，隶属于红菇目隔孢伏革菌科二叉韧革菌属，模式产地为广西金秀瑶族自治县大瑶山自然保护区圣堂山。

## 特征

### 子实体
一年生至多年生，平伏扩展，紧密贴生，不易与基质分离，革质至软木栓质，初期形成不规则的小菌落，后旗汇合长达15cm，宽达4.5cm，厚达1mm；子实层体表面光滑，黄褐色至浅褐色，不开裂；不育边缘陡，与子实体表面同色或更深。

### 微观结构
菌丝系统二体系。菌肉层随生长时间增加而增厚，质地紧密，由生殖菌丝、二分叉菌丝、嵌入的担孢子和分散的晶体组成。生殖菌丝较少，具锁状联合，无色，薄壁至稍厚壁，直径2-3㎛。骨架菌丝（二分叉菌丝）占据绝大多数，无色至黄色，明显厚壁，频繁二分叉分枝，末端尖，具较弱的拟糊精反应。不齐子实体由二分叉菌丝、胶质囊状体、担子和拟担子组成。二分叉菌丝与肉菌层相似，但是具有更强的拟糊精反应，更细且更频繁的二分叉分枝，跨度达20－50㎛，主干直径2－4㎛；胶质囊状体大量，近圆柱形至近纺锤形，无色，稍厚壁，有或无固态化的内容物，大小为80－130×8－15㎛；担子窄圆柱形，通常稍微弯曲，无色，薄壁，顶端具4个担子梗，基部具锁状联合，大小为50－80×5－8㎛；拟担子与担子形态相似，但较小。担孢子大量，近球形，具有一个明显的乳突，无色至浅黄褐色，厚壁，具强淀粉质反应，直径大小为（7－）7.3－8（－9）㎛；孢子外壁被有大的瘤和脊。

## 分布
华南二叉韧革菌目前发现于广西大瑶山、海南吊罗山和江西九连山等地。